# Townes Van Zandt
Townes Van Zandt (Fort Worth, Texas, 7 de marzo de 1944-Nashville, 1 de enero de 1997) fue un cantautor estadounidense de música folk y country.
Escribió numerosas canciones, como "Pancho and Lefty", "For the Sake of the Song", "Nothin'", "Tecumseh Valley", "Rex's Blues" y "To Live Is to Fly", que son ampliamente consideradas obras maestras de la composición de canciones estadounidenses. Su estilo musical a menudo ha sido descrito como melancólico y presenta letras ricas y poéticas. Durante sus primeros años, Van Zandt fue respetado por su habilidad para tocar la guitarra con la técnica de Fingerpicking.

## Biografía
Townes Van Zandt nació en la ciudad de Fort Worth, en el estado de Texas, en el seno de una adinerada familia relacionada con el negocio del petróleo. Era descendiente de Isaac Van Zandt, que tuvo un importante papel político en la época en que Texas fue un estado independiente.
Comenzó su carrera como cantante de folk a mediados de la década de 1960, tocando en clubes como Sand Mountain y Old Quarter, en Houston (Texas). En su primera época conoció a otros músicos texanos que tendrían una gran influencia en su obra, procedentes tanto del mundo del country (es el caso de su amigo Guy Clark) como del blues (se han señalado las importantes influencias que tuvo Lightnin' Hopkins en su estilo con la guitarra). Gracias a otro músico de Texas, Mickey Newbury, tuvo la oportunidad de salir del circuito de bares y clubes en que se movía y viajar a Nashville para grabar un disco. Su primer elepé, For the Sake of the Song, se editó en 1968; en los cinco años siguientes editó otros cinco discos (Our Mother the Mountain, Townes Van Zandt, Delta Momma Blues, High, Low and in Between y The Late Great Townes Van Zandt), donde se encuentran algunas de sus mejores canciones, como "For the Sake of the Song", "To Live's to Fly," "Tecumseh Valley" y "Pancho and Lefty" (después muy difundida en la versión que de ella realizó Willie Nelson). 
En 1977 firmó un contrato con otra discográfica, Tomato Records, con la cual editó uno de sus mejores discos, Live At The Old Quarter, un doble vinilo que recoge un concierto grabado cuatro años antes en el Old Quarter de Houston. El disco es una excelente muestra de lo que eran los conciertos de Townes Van Zandt, salpicados de intervenciones de un humor agridulce. Al año siguiente la misma discográfica publicó Flyin' Shoes. Sin embargo, luego pasó casi una década en la que Van Zandt no hizo ninguna nueva grabación. 
Durante todo este tiempo, sin embargo, Van Zandt continuó actuando. A comienzos de los 80, dos composiciones suyas, "Pancho and Lefty" y "If I Needed You" se convirtieron en éxitos, en las voces, respectivamente, de Willie Nelson y de Emmylou Harris. En 1987 el sello Sugar Hill editó su siguiente disco, titulado At My Window, y otra grabación en directo, Live and Obscure. A comienzos de los 90 se embarcó en una gira con los Cowboy Junkies, para quienes escribió la canción "Cowboy Junkies Lament", a la que el grupo correspondió con otra dedicada a él, "Townes Blues". 
En los años 90 aparecieron nuevos discos: el álbum de versiones Roadsongs (1994), el disco de estudio No Deeper Blue (1994). Falleció inesperadamente el 1 de enero de 1997, de un ataque al corazón.
A comienzos de los años 2000 hubo un resurgir del interés por su música. Townes Van Zandt ha tenido una gran influencia sobre destacados músicos de lo que se conoce como country alternativo, especialmente Steve Earle o el español Nacho Vegas. Este último participó en marzo del 2004 en el concierto-homenaje al sexagésimo aniversario del nacimiento de Van Zandt que la promotora/festival Waiting for Waits organizó en Palma de Mallorca

## Citas acerca de Van Zandt
- "Townes Van Zandt es el mejor escritor de canciones del mundo, y me plantaré sobre la mesa de café de Bob Dylan con mis botas de vaquero para decirlo" (Steve Earle).

- "Creo que Townes es el mejor escritor de canciones que mi estado natal, Texas, ha producido nunca. Algunos de nosotros somos sólo letristas, pero él era sin duda un poeta" (Nanci Griffith).

## Discografía
- For The Sake Of The Song (1968)
- Our Mother The Mountain (1969)
- Townes Van Zandt (1970)
- Delta Momma Blues (1971)
- High, Low And In Between (1972)
- The Late, Great Townes Van Zandt (1973)
- Live At The Old Quarter (1977)
- Flyin' Shoes (1978)
- Live And Obscure (1987)
- At My Window (1987)
- Rain On A Conga Drum (1991)
- Roadsongs (1992)
- The Nashville Sessions (1993)
- Rear View Mirror (1993)
- No Deeper Blue (1994)
- The Highway Kind (1997)
- Abnormal (1998)
- In Pain (1999)
- A Far Cry From Dead (1999)
- Together At The Bluebird (2001) (con Guy Clark y Steve Earle)

## Nota
1. ↑  «Townes Van Zandt - Frequently Asked Questions». pnwpest.org. Consultado el 9 de julio de 2020.
2. ↑  «Be Here To Love Me: A Film About Townes Van Zandt». Film (en inglés estadounidense). Archivado desde el original el 12 de julio de 2020. Consultado el 9 de julio de 2020.
3. ↑  «Townes Van Zandt | Biography, Albums, Streaming Links». AllMusic (en inglés estadounidense). Consultado el 9 de julio de 2020.